# گژگوژوویتسه (استان سیلسیان)
گژگوژوویتسه (به لهستانی:  Grzegorzowice) یک روستا در لهستان است که در گمینا رودنگک (استان سیلسیان) واقع شده‌است.
 گژگوژوویتسه  ۶۹۰ نفر جمعیت دارد.